# Galeropsis deceptiva
Galeropsis deceptiva är en svampart som först beskrevs av T.J. Baroni, och fick sitt nu gällande namn av G. Moreno, Heykoop & Illana 1989. Galeropsis deceptiva ingår i släktet Galeropsis och familjen Bolbitiaceae.   Inga underarter finns listade i Catalogue of Life.